# 境川 (浦安市)

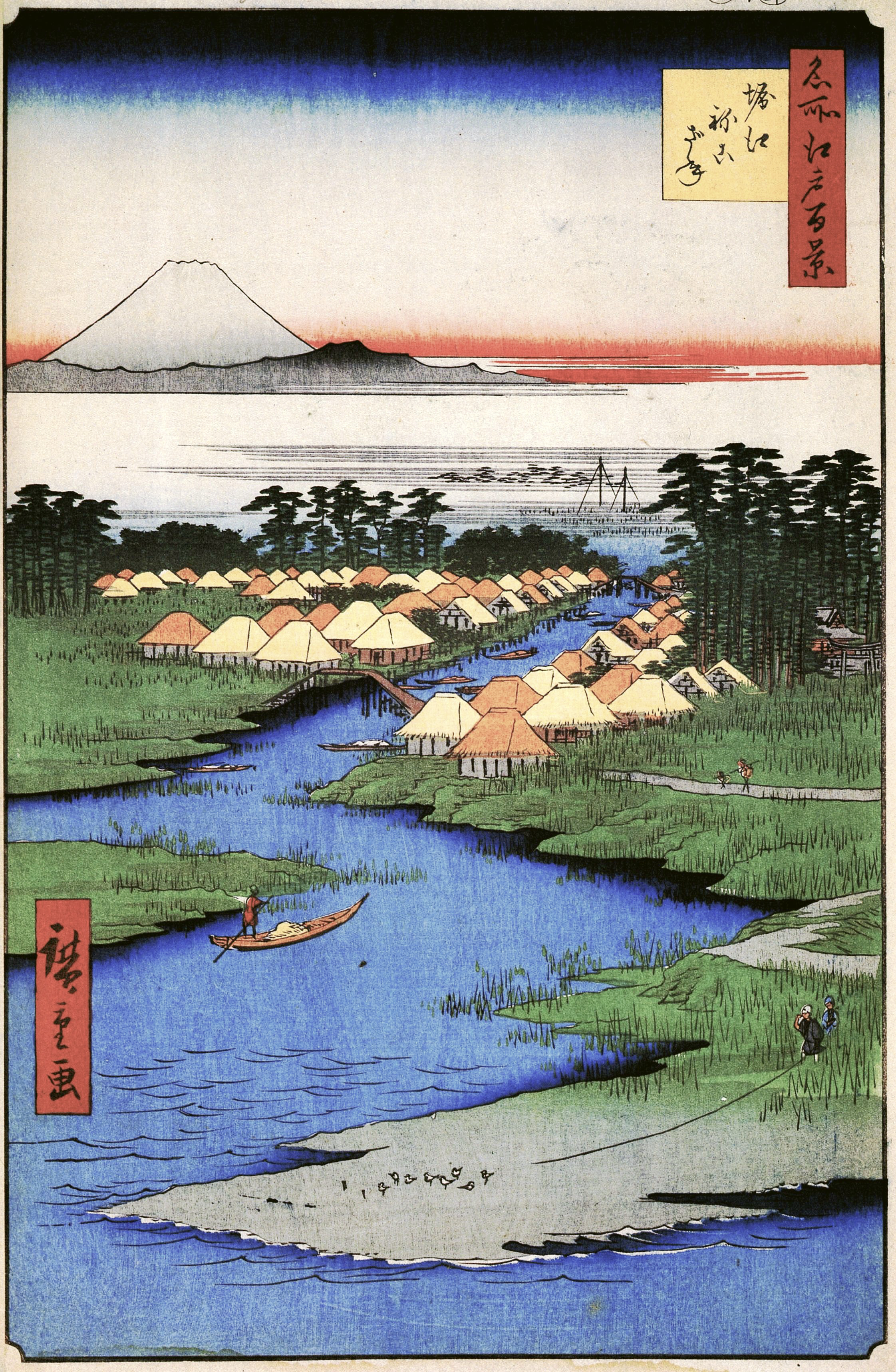
名所江戸百景「堀江ねこざね」。境川を挟んで猫実村と堀江村が描かれている（現・浦安市）。

境川（さかいがわ）は、千葉県浦安市を流れ東京湾に注ぐ一級河川。利根川水系旧江戸川の分流である。
左岸の猫実（ねこざね）村と右岸の堀江村（ともに現・浦安市）の境界をなすことから名づけられた。江戸川の真水が流れることから、井戸水に塩分が含まれるこの地域では唯一の飲料水として、また、漁港として、両岸に集落が立地する要因となった。

## 歴史
現在の浦安市の面積16.98平方キロのうち約74パーセントが海面埋立てでできた土地であり、オフィスビル、ホテル、工場、ショッピングセンター、高層住宅などが次々と整備される。JR新浦安駅周辺は都市景観100選に選ばれるなど、街全体のデザインが評価されている。
浦安は旧江戸川河口の低湿地で、いつごろから人が定住し、集落が形成されたのかについて、伝承では平安時代末期とも鎌倉時代ともいわれている。実際の歴史は桃山時代、徳川家康が江戸に入府の際、浦安の堀江・猫実・当代島の3村は行徳領として徳川家の直轄地となる。徳川家康が江戸に居城をかまえると多くの漁民が紀州から移り住む。目の前には手付かずの江戸湾が広がっており、記録によるとマグロやときには鯨まで回遊。そこで、漁師たちは巻き網を使った漁を行い、天日で乾燥させて大阪に送る暮らしを始めたとされている。堀江・猫実も集落の外に新田を広げる一方、漁業が盛んになった江戸時代を通じて、浦安は半農半漁の村として基盤を築いていく。そうした漁で生計を立てる生活が昭和30年代まで続いた。
第二次世界大戦を経て昭和30年代後半までの浦安は、境川・船圦川の川岸に千数百隻の漁船がつらね、川岸に漁村集落が立地する漁師町。その後漁民たちが海を追われることになった原因は、河川に流出した工場廃液である。とくに1958年（昭和33年）に起きた本州製紙事件で、漁民の収入は半分以下に落ち込む。苛性ソーダを含む真っ黒になった廃液が江戸川に流されるようになって、たった2ヶ月で浦安近海は死の海になってしまったという。このときの漁民蜂起は全国沿岸漁民の連帯をうみ、日本で初めての環境保護法である水質汚濁防止法を成立させ、世界で最も厳しいドイツの排出ガス基準に合わせた清掃工場を建設しているといった、自然環境を破壊する者とのいくつもの闘いの歴史が今日の環境負荷の少ない浦安を形づくっているのである。
猫実・堀江の境にある境川と当代島の船圦川の川岸を中心に形成される古くからの市街地の周辺に広がる水田は、地盤沈下のため自然排水が困難となり、これに対処するため、1964年（昭和39年）より、土地改良事業を開始している。
昭和30年代まではアサリやハマグリ漁、海苔の養殖などで隆盛を誇った潮の香が漂う漁師町で、市内を北西から南東に流れる川もかつて漁港の指定を受け、最盛期には千数百隻もの大小さまざまな漁船の基地となり、生活用水や消防用水に利用され、子どもたちの遊び場でもあって町の発展を支えてきた重要な川となる。

## 橋梁
下流より記載
- 日の出橋
- 明海橋
- 高州橋
- 入船橋
- わかしお歩道橋
- 京葉線（舞浜駅-新浦安駅）
- 今川橋 - 千葉県道276号西浦安停車場線
- 中央歩道橋
- 境川橋 - 国道357号（湾岸道路）
- 首都高速湾岸線
- （橋）
- あけぼの橋
- 神明橋
- 江川橋
- 境橋
- 新中橋
- 記念橋
- 新橋
- 西境橋

## 概要
現在の境川の総延長は約4.8キロメートルで東水門から明海・高洲地区の河ロまで約3.3キロメートルが埋立てに伴って延びており、この部分は川幅も約50メートルに広がっている。
境川に平行して延びている堀江地区のフラワー通りは、芝居小屋や寄席があり、この辺りで一番の繁華街だったところで、周辺には寺社が数多く、貴重な民家や昔ながらの銭湯、駄菓子屋が現在も点在している。
今川橋付近では、毎年ゴールデンウィークに各家庭で使わなくなったこいのぼりが揚げられている。これは市民団体「境川にこいのぼりを泳がせる会」に寄せられたものを企業と協力し、町の発展に深く関わってきた川に親しみ、新しい町で地域の絆を深める楽しいイベントも開かれている。
市民の発案で「境川まつり」というのも始まり、それまでは江戸川でやっていたカヌー大会も境川でやるようになったりしている。
2002年（平成14年）に土木学会デザイン賞優秀賞を受賞した江川橋より下流の水辺空間事整備事業は県と市の共同事業で、河川の事業主体は千葉県、街なみの整備が浦安市という分担。自治体により境川水辺空間事業が進められ、両岸にテラスやベンチのある遊歩道が整備され、境川の新しい魅力が生まれつつある。山本周五郎の『青べか物語』の舞台の近くでもあり、プロジェクトはその少し下流側にあたる。
最初の検討部会がもたれたのが1990年（平成2年）、竣工は1996年（平成8年）。1989年（平成元年）から3年にかけてデザイン検討委員会を組織し会合を開催している。当時、境川のふちにはコンクリート製のパラペットが設けられ街と川とを分断。それを、川と街の関係をもっと親しいものにし、一体化させて市民に潤い豊かな環境を提供するとともに、街を活性化させること、街に水辺をとりもどすため、パラペット除去を実行している。
事業自体は治水事業として開始されており、こうした河川整備は通常、行政の河川担当者が河川専門の建設コンサルタントに委託し、コンサルタントの技術者が設計するが、境川の場合は河川専門の技術者にではない人物が担当している。また護岸は矢板工法ということが決定されていたが、諸条件と折合いをつけながら、当初の見解どおりに街と水辺を近づける形式にした。設計者にかなりの自由度を与えられており、設計を進めていくにあたり、委員会や検討部会に案を提示し議論をして決定している。
また、河川の景観整備は一般的に石積にする場合が多いが、当該地は治水を優先するために矢板工法を指定され、荷重の関係で石組にすることができなく、仕様材料が限られてきているためレンガということになったという。ただし日本国内にはレンガ護岸の水路というのは当時でも例が多くなかったことで、抵抗感もあったという。
しかしながら委員会、検討部会といった組織が非常にうまく機能し、事業主体の自治体も委員会で決めたことであることで了解されたという。
照明や転落防止柵などをも専門にデザインされ、柵にはレンガとのバランスを考慮し、スマートな鋳鉄を採用している。
上記の修景整備について、市では、境川水辺空間整備事業として、新橋から東水門までの区間について、河川管理者である千葉県が行う護岸工事に合わせて、負担金方式で市負担分を千葉県に支払い、水辺空間の整備を協同事業で行った。
平成9年度から平成27年度にはCゾーン（江川橋から東水門までの区間）を、平成18年度から令和3年度にはBゾーン（新橋から江川橋までの区間）の修景整備を行った。
市では、B,Cゾーン以外の修景整備未実施箇所(A,Dゾーン)についても、修景整備方針の検討をするため、令和元年度に学識者と市職員で組織された境川修景整備検討会(全3回)にて、「境川修景整備検討会報告書」をとりまとめた。
また、令和3年度から4年度にかけて、学識者、境川沿川自治会、関係団体、河川管理者（千葉県）、市職員を交え、意見交換を境川かわまちづくり懇談会で全7回行った。
加えて、「境川かわまちづくり」の活動を広げ、テーマごとにより深い議論をしていくため、市民や境川で活動する団体などによる「境川かわまちを進める会」を開催した。
令和5年度より、河川管理者である千葉県や「境川かわまちを進める会」と連携しながら、「かわまちづくり計画」の検討、かわまちづくりの推進を図るため、学識者、関係団体の代表者、「境川かわまちを進める会」の代表者、市職員で構成される「境川かわまちづくり推進協議会」を設置している。
なお、これら検討会などには、法政大学 陣内 秀信 特任教授、早稲田大学 創造理工学部 社会環境工学科 佐々木 葉 教授が関わった。
令和6年6月5日、国土交通省に対し「境川かわまちづくり（第1期）計画」の登録申請を行っていたが、令和6年8月8日に、計画が国土交通省のかわまちづくり支援制度に登録された。